# 정몽주 초상 (보물 제1110-2호)
정몽주 초상(鄭夢周肖像)은 고려 말의 성리학자이자 충신인 포은(圃隱) 정몽주(鄭夢周, 1337-1392)의 초상화이다. 조선 후기의 궁중 화가 이한철(李漢喆)이 개성의 숭양서원(崧陽書院) 에 소장되어 있던 정몽주의 초상을 옮겨 그린 것이다. 
정몽주는 충절의 상징이기 이전에 이미 당대를 대표하는 성리학자였다. 성리학의 핵심 텍스트인 『사서집주(四書集註)』를 가장 정확히 이해하여 목은(牧隱) 이색(李穡)은 그를 「동방이학(東方理學)의 시조」로 평가할 정도였다. 정몽주는 또한 주자의 『가례(家禮)』에 따라 가묘(家廟)를 세울 것을 건의하고 스스로 3년상을 치르는 등 실천에도 힘썼다. 

## 같이 보기
정몽주 초상 (보물 제1110-1호)